# Notaulites nigriventris
Notaulites nigriventris là một loài tò vò trong họ Ichneumonidae.